# Aunque es de noche
Aunque es de noche è un singolo della cantante spagnola Rosalía, pubblicato il 2 novembre 2017.

## Descrizione
Il singolo doveva essere contenuto nel primo disco della cantante, ma fu scartato. Il brano è una cover del cantante Enrique Morente.
Il video musicale è stato diretto da Ignasi Monreal e prodotto da Canada in collaborazione con Pink Salt e Collateral Films, con l'animazione di Iria López, Dani Negrín e Bjørn-Erik Aschim dallo studio londinese The Line.

## Tracce
1. Aunque es de noche – 4:13